# Leopold Neubauer
Leopold Neubauer (Vienna, 15 ottobre 1889 – Vienna, 16 febbraio 1960) è stato un calciatore austriaco, di ruolo attaccante.

## Carriera
Prese parte con la Nazionale austriaca ai Giochi Olimpici del 1912. Fu capocannoniere del campionato austriaco nel 1917.

## Palmarès

### Club

#### Competizioni nazionali
- Campionato austriaco: 1

Wiener SF: 1913-1914
- Challenge-Cup: 1

Wiener SK: 1911